# メガZip
メガZip（メガジップ）とは、装飾用の大型ファスナー。パーカーやショルダーバッグなどに採用されている装飾具の一つで、通常のファスナーの3倍相当の大きさがある。
しっかりとファスナーとしての実用性を果たすが、その奇抜な外見から装飾具として大きな役割を果たす。何の変哲のないようなものでも、これをつければたちまちインパクトが増大するので、これを衣類に採用するメーカーは多い。ファスナーのかみ合わせ部分も巨大であり、ほとんどがプラスチック製。一部にファスナーが鉄製のものが存在する。その場合、重量が大きく増してしまう。
ファスナーのつまみにメーカーの名前が入ったタグが下がっているものも存在する。（dope hyperなど）これを採用している衣類は通常の衣類よりもファッション性もあり目立ちやすいため、人気は男女を問わず高い。ファスナー部分は様々なカラーのものが存在している。